# Municipio de Lyon (condado de Franklin)
El municipio de Lyon (en inglés: Lyon Township) es un municipio ubicado en el condado de Franklin en el estado estadounidense de Misuri. En el año 2010 tenía una población de 3816 habitantes y una densidad poblacional de 12,01 personas por km².

## Geografía
El municipio de Lyon se encuentra ubicado en las coordenadas 38°29′56″N 91°14′41″O / 38.49889, -91.24472. Según la Oficina del Censo de los Estados Unidos, el municipio tiene una superficie total de 317.69 km², de la cual 317.16 km² corresponden a tierra firme y (0.17%) 0.53 km² es agua.

## Demografía
Según el censo de 2010, había 3816 personas residiendo en el municipio de Lyon. La densidad de población era de 12,01 hab./km². De los 3816 habitantes, el municipio de Lyon estaba compuesto por el 98.66% blancos, el 0.18% eran afroamericanos, el 0.13% eran amerindios, el 0.1% eran asiáticos, el 0.03% eran isleños del Pacífico, el 0.16% eran de otras razas y el 0.73% pertenecían a dos o más razas. Del total de la población el 0.68% eran hispanos o latinos de cualquier raza.